# Heinkel Wespe
De Heinkel Wespe was een project voor een onderscheppingsjager dat werd ontwikkeld door de Duitse vliegtuigbouwer Heinkel.

## Ontwikkeling
Het ontwerp was voor een VTOL (Vertical Take Off and Landing) onderscheppingsjager dat tot doel had het verdedigen van een specifiek object op de grond. Het project werd tegen het einde van 1944 opgestart in de Heinkel fabriek te Wenen.
Het ontwerp was opgebouwd rond een ronde vleugel die om de romp heen was gemonteerd. Aan de buitenkant van de vleugel waren twee kleine vleugeltippen aangebracht. Binnen de ronde vleugel bevond zich een zesbladige propeller die werd aangedreven door een Heinkel He S 021 turboprop motor. Dit was de turboprop uitvoering van de He S 011 straalmotor. De luchtinlaat voor de motor bevond zich onder de cockpit in de rompneus. De uitlaat bevond zich in de achterkant van de romp. De cockpit beschikte over een druppelkap.
De motor was in het achterste deel van de romp geplaatst. Tijdens de start stond het toestel op de staartsectie ("staartzitter" of "tail sitter"). Deze was voorzien van drie richtingsroeren. Er was aan ieder roer een wiel aangebracht. Het was de bedoeling dat het toestel verticaal startte en zo snel mogelijk overging in een horizontale vlucht. De landing was echter het grootste probleem van de vlucht. Het toestel moest ook weer op de staartsectie landen. Het zou voor de piloot bijzonder moeilijk zijn om het toestel in de goede positie te krijgen en hierna verticaal weer goed aan de grond te zetten. De piloot zou de grootste moeite hebben om de afstand tot de grond in te schatten en op de juiste plek uit te komen. Er was verder geen mogelijkheid om het toestel op een andere manier aan de grond te krijgen zonder dat het beschadigd zou worden.
De bewapening zou uit twee 30 mm MK108 kanonnen bestaan en deze waren in de rompneus aangebracht.
Door de oorlogsomstandigheden werd de ontwikkeling van dit project stopgezet. Ook was men bij Heinkel in de tussentijd begonnen met de ontwikkeling van een ander VTOL project, de Lerche.

##### Technische specificaties
Afmetingen:
- Spanwijdte: 5 m.
- Lengte: 6,20 m.
- Vleugeloppervlak: 29,70 m².

Gewichten:
- Startgewicht: 2.140 kg.

Prestaties:
- Maximumsnelheid: 800 km/uur.